# Križovljan
Križovljan is een plaats in de gemeente Martijanec in de Kroatische provincie Varaždin. De plaats telt 304 inwoners (2001).